# Georges Janssen
Georges Janssen (1892 - 9 juni 1941) was een Belgische advocaat, ambtenaar en de gouverneur van de Nationale Bank van België (NBB) van 1938 tot 1941.

## Carrière
Vanaf 1928 was Janssen hoogleraar aan de Faculteit der Rechtsgeleerdheid van de Vrije Universiteit van Brussel (thans opgesplitst in de Université libre de Bruxelles en de Vrije Universiteit Brussel). Daarnaast werkte hij ook als beheerder bij de Mutuelle Solvay (1928) en de Societe Belge de Banque (1932). Toen in 1935 de Bankcommissie was opgericht, werd hij benoemd als voorzitter.
Georges Janssen werd benoemd tot directeur van de NBB op 13 oktober 1937 en een week later werd hij de vice-gouverneur. Bij de dood van Louis Franck, werd hij benoemd als zijn opvolger tot gouverneur van de bank, op 13 januari 1938. Hij werd bekritiseerd voor het combineren van de posities als gouverneur van de NBB en de voorzitter van de Bankcommissie, waardoor hij zijn ontslag indiende op september 1938, bij de Bankcommissie.
Toen de oorlog uitbrak in mei 1940, volgde hij de Belgische regering naar Frankrijk, maar keerde terug naar België, met de goedkeuring van Camille Gutt, na de Frans-Duitse wapenstilstand in juni 1940. Hervatte hij zijn functie als gouverneur van de Nationale Bank, Daarna kwam hij onmiddellijk in conflict met de nazi's die België bezetten. Het conflict draaide rond zaken als een betaling voor de bezetting, de circulatie van bankbiljetten en het goud van de Bank, dat werd overgedragen aan het Verenigd Koninkrijk. Daarnaast kwam hij ook in conflict over de situatie van de Universite libre de Bruxelles. De montage van conflicten met de bezetter en zijn verslechterende gezondheid zou leiden tot zijn dood op 9 juni 1941.
Hij werd als gouverneur van de Nationale Bank van België opgevolgd door Albert Goffin.
- Bibliothèque nationale de France: cb110687728 (data)
- International Standard Name Identifier: 0000 0003 9937 4450
- Nederlandse Thesaurus van Auteursnamen: 067699413
- Système universitaire de documentation: 169908259
- Virtual International Authority File: 293477414
- WorldCat: E39PBJxxdyghPTDjr6MdBgTrbd